# Phosphopentose épimérase
La phosphopentose épimérase est une épimérase qui catalyse la réaction :
D-ribulose-5-phosphate  {\displaystyle \rightleftharpoons }  D-xylulose-5-phosphate.
Cette enzyme intervient notamment dans la fixation du carbone par les plantes à travers le cycle de Calvin, ainsi que dans la voie des pentoses phosphates,, et dans d'autres interconversions de pentoses et de glucuronates. On la trouve chez un grand nombre de bactéries, d'archées, de mycètes, de plantes et d'animaux. Elle présente un structure en tonneau TIM et compte entre 209 et 241 résidus d'acides aminés selon les espèces. Chez l'homme, elle est codée par le gène RPE, situé sur le chromosome 2.

## Structure
La phosphopentose épimérase se présente en solution sous la forme d'un homodimère,. Elle se replie en tonneau TIM (β/α)8 : le tonneau central est constitué de huit brins parallèles formant le feuillet β central, les hélices α s'intercalant entre les brins consécutifs. Les boucles résultant de cette structure conditionnent la spécificité au substrat ; plus précisément, la boucle reliant l'hélice α6 au brin β6 ferme le site actif une fois que le substrat s'y est lié.
La phosphopentose épimérase est une métalloenzyme qui requiert des cofacteurs métalliques pour fonctionner : chaque unité enzymatique se lie à un cation divalent : principalement de zinc Zn2+, avec du cobalt Co2+ et du manganèse Mn2+. En revanche, chez l'homme, elle utilise principalement un cation de fer Fe2+, à coordination octaédrique. La boucle β6/α6 interagit avec le substrat et régule l'accès au site actif. Les résidus Phe147, Gly148 et Ala149 de cette région referment le site actif après liaison du substrat. De plus, le cation Fe2+ est coordonné aux résidus His35, His70, Asp37, Asp175, ainsi qu'aux atomes d'oxygène O2 et O3 du substrat. L'interaction entre les atomes du substrat et le cation ferreux stabilise le complexe pendant la catalyse. Une fois le ligand lié au site actif, des résidus de méthionine — Met39, Met72 et Met141 — enserrent le substrat par constriction. Deux résidus d'aspartate sont également présents dans le site actif et interviennent dans la catalyse par transfert de proton.

## Fonctions biologiques
Chez les plantes, la phosphopentose épimérase se trouve au sein des chloroplastes, dans la membrane des thylakoïdes. Elle intervient dans le cycle de Calvin pour régénérer le ribulose-1,5-bisphosphate, qui est la molécule sur laquelle le CO2 est fixé par la Rubisco, en convertissant le xylulose-5-phosphate en ribulose-5-phosphate, lequel est ensuite phosphorylé en ribulose-1,5-bisphosphate par la phosphoribulokinase. En vertu de cette position particulière, il est probable que la phosphopentose épimérase joue un rôle dans la régulation du flux de matière circulant à travers le cycle de Calvin.
La phosphopentose épimérase intervient également dans la voie des pentoses phosphates, qui se déroule dans le cytoplasme de tous les eucaryotes et d'un très grand nombre de procaryotes. Cette enzyme intervient plus particulièrement dans la partie non oxydative de cette voie métabolique, qui conduit à la formation de divers oses et de leurs précurseurs. Dans ce cas, elle fonctionne en sens inverse par rapport à celui qu'elle adopte dans le cycle de Calvin, convertissant le ribulose-5-phosphate en xylulose-5-phosphate, substrat d'un transcétolase.
En vertu de son rôle dans la voie des pentoses phosphates, la phosphopentose épimérase intervient dans la réponse au stress oxydant à travers la génération de NADPH, susceptible de réduire le glutathion, lequel agit contre les dérivés réactifs de l'oxygène en réduisant par exemple le peroxyde d'hydrogène H2O2 en eau H2O.

## Lutte contre le paludisme
La phosphopentose épimérase intervient dans la voie du shikimate de production d'acides aminés aromatiques : phénylalanine, tyrosine et tryptophane. Cette voie métabolique est très importante pour Plasmodium falciparum, parasite responsable du paludisme. En effet, l'enzyme convertit le ribulose-5-phosphate en xylulose-5-phosphate, à son tour métabolisé en érythrose-4-phosphate, lui-même converti en chorismate par la voie du shikimate, ce qui permet au parasite d'utiliser l'érythrose-4-phosphate comme substrat. La phosphopentose épimérase est par conséquent la cible de recherches pharmaceutiques visant à développer des antipaludéens.